# 公孙相如
公孙相如，名相如，是周公的后裔，公子宽之子。
元始元年（公元1年）十一月，公孙相如继承了公子宽的褒鲁侯爵位，负责祭祀周公，并改姓为公孙姓，后又改为姬姓。